# 고문방지위원회
고문방지위원회(Committee against Torture)은 유엔산하 인권기구이다. 고문 및 그 밖의 잔혹한, 비인도적인 또는 굴욕적인 대우나 처벌의 방지에 관한 협약에 의해 창설되었다.

## 유엔 고문방지협약
대한민국은 1995년 1월 피의자에 대한 고문과 가혹행위의 금지를 명시한 유엔고문방지협약에 정식 가입했다. 유엔인권위원회가 초안을 마련하여 1948년 총회에서 채택된 이 조약은 고문을 '공무원 또는 그에 준하는 자가 정보취득이나 자백을 목적으로 육체적·정신적으로 현저한 고통을 주는 행위'(1조)로 정의하였다. 그리고 가맹국은 그것을 금지시키는 데 필요한 법적 조치를 취하도록 규정(2조)하고 있다. 우리나라에서는 1995년 2월 8일부터 발효됐으며, 국내에서 고문이 발생할 경우 유엔고문방지위원회의 직접조사를 수용해야만 한다.

## 같이 보기
- 세계 고문 희생자 지원의 날